# Atlético Zulia Fútbol Club
L'Atlético Zulia Fútbol Club est un club vénézuélien de football basé à Maracaibo, dans l'État de Zulia.

## Historique
Fondé en 1996, le club prend part dès sa création au championnat de première division, lors de la saison 1996-1997, après avoir racheté la licence de l'Unicol FC. Les débuts sont réussis puisque l'Atlético, après avoir terminé deuxième du Tournoi Ouverture, se qualifie pour la finale du championnat. Il est très sèchement battu par le Caracas FC (1-3, 0-5). Ces bons résultats lui permettent de participer à la Copa Libertadores 1998, sans toutefois arriver à sortir de la Liguilla pré-Libertadores, où l'Atlético perd tous ses matchs.
La saison suivante, entraîné par le Serbe Ratomir Dujković, le club confirme ses bons résultats en remportant d'abord le Tournoi Ouverture puis le titre, après avoir battu Estudiantes de Merida en finale (1-0, 4-0). 
Avant le début de la saison suivante, en 1998-1999, en proie à de graves difficultés économiques, le club cède sa place en première division à Universidad de Los Andes Fútbol Club et disparaît du paysage footballistique national. Par conséquent, Universidad de Los Andes prend également sa place en Copa Libertadores.

## Palmarès
- Championnat du Venezuela :
  - Vainqueur en 1998
  - Finaliste en 1997

## Joueurs notables
- Luis Vera
- José Luis Dolgetta
- Fernando de Ornelas